# Kuzmenkoïta-Zn
La kuzmenkoïta-Zn és un mineral de la classe dels silicats, que pertany al grup de la labuntsovita. Rep el nom per la seva relació amb la kuzmenkoïta-Mn.

## Característiques
La kuzmenkoïta-Zn és un ciclosilicat de fórmula química K₂ZnTi₄(Si₄O₁₂)₂(OH)₄·6-8H₂O. Va ser aprovada com a espècie vàlida per l'Associació Mineralògica Internacional l'any 2001. Cristal·litza en el sistema monoclínic. La seva duresa a l'escala de Mohs és 5. És l'anàleg amb potassi de la lepkhenelmita-Zn.
Segons la classificació de Nickel-Strunz, la kuzmenkoïta-Zn pertany a «09.CE - Ciclosilicats amb enllaços senzills de 4 [Si₄O₁₂]8- (vierer-Einfachringe), sense anions complexos aïllats» juntament amb els següents minerals: papagoïta, verplanckita, baotita, nagashimalita, taramel·lita, titantaramel·lita, barioortojoaquinita, byelorussita-(Ce), joaquinita-(Ce), ortojoaquinita-(Ce), estronciojoaquinita, estroncioortojoaquinita, ortojoaquinita-(La), labuntsovita-Mn, nenadkevichita, lemmleinita-K, korobitsynita, kuzmenkoïta-Mn, vuoriyarvita-K, tsepinita-Na, karupmøllerita-Ca, labuntsovita-Mg, labuntsovita-Fe, lemmleinita-Ba, gjerdingenita-Fe, neskevaaraïta-Fe, tsepinita-K, paratsepinita-Ba, tsepinita-Ca, alsakharovita-Zn, gjerdingenita-Mn, lepkhenelmita-Zn, tsepinita-Sr, paratsepinita-Na, paralabuntsovita-Mg, gjerdingenita-Ca, gjerdingenita-Na, gutkovaïta-Mn, organovaïta-Mn, organovaïta-Zn, parakuzmenkoïta-Fe, burovaïta-Ca, komarovita i natrokomarovita.

## Formació i jaciments
Va ser descoberta al mont Lepkhe-Nel'm, prop el llac Seidozero, al massís de Lovozero (óblast de Múrmansk, Rússia). També ha estat trobada en altres indrets de la mateoxa província russa, com els monts Selsurt, Kedykverpakhk i Karnasurt al massís de Lovozero, i l'Eveslogchorr al massís de Khibini. No ha estat descrita en cap altre indret en tot el planeta.